# Istanbul (1985)
Istanbul is een Belgische film uit 1985 van Marc Didden.
De hoofdrollen werden vertolkt door Dominique Deruddere, Ingrid De Vos en Brad Dourif.